# Boussières-en-Cambrésis
Boussières-en-Cambrésis ist eine französische Gemeinde mit 450 Einwohnern (Stand: 1. Januar 2022) im Département Nord in der Region Hauts-de-France; sie gehört zum Arrondissement Cambrai und zum Kanton Caudry. Die Einwohner werden Boussiérois und Boussiéroises genannt.

## Geographie
Die Gemeinde Boussières-en-Cambrésis liegt etwa neun Kilometer östlich von Cambrai. Umgeben wird Boussières-en-Cambrésis von den Nachbargemeinden Avesnes-les-Aubert im Norden, Saint-Hilaire-lez-Cambrai im Nordosten, Bévillers im Osten, Beauvois-en-Cambrésis im Südosten und Süden sowie Carnières im Westen.

## Bevölkerungsentwicklung
| Jahr                      | 1962 | 1968 | 1975 | 1982 | 1990 | 1999 | 2006 | 2012 | 2020 |
| Einwohner                 | 526  | 502  | 439  | 462  | 458  | 434  | 407  | 420  | 440  |
| Quelle: Cassini und INSEE |      |      |      |      |      |      |      |      |      |

## Sehenswürdigkeiten
- Kirche Saint-Médard aus dem 16. Jahrhundert, Glockenturm seit 1990 als Monument historique eingeschrieben

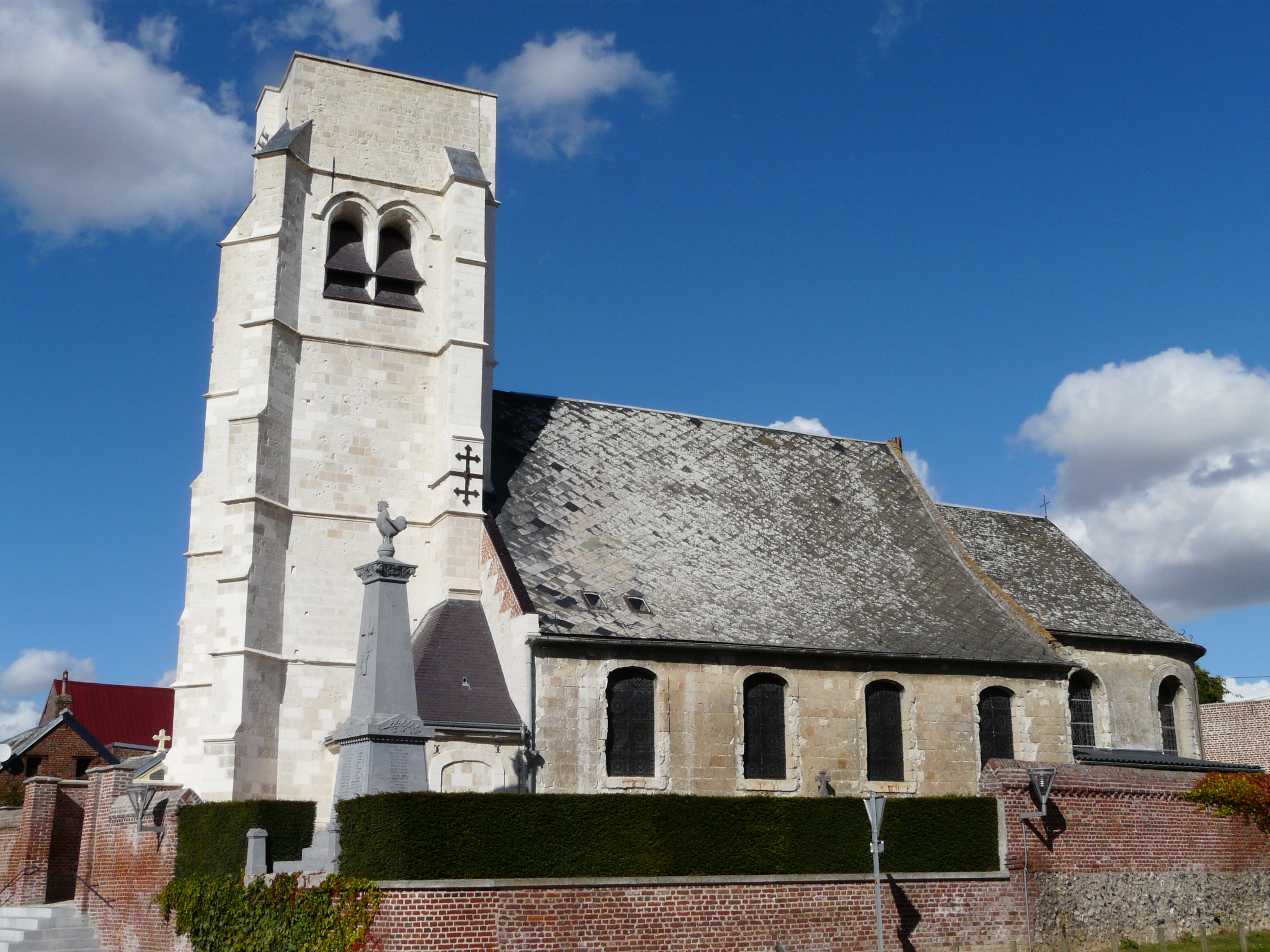
Kirche Saint-Médard